# Xã Union, Quận Madison, Indiana
Xã Union (tiếng Anh: Union Township) là một xã thuộc quận Madison, tiểu bang Indiana, Hoa Kỳ. Năm 2010, dân số của xã này là 8.898 người.